# Bellville (Texas)
Bellville és una població dels Estats Units a l'estat de Texas. Segons el cens del 2000 tenia 3.794 habitants.

## Demografia
Segons el cens del 2000, Bellville tenia 3.794 habitants, 1.425 habitatges, i 966 famílies. La densitat de població era de 561,3 habitants/km².
Dels 1.425 habitatges en un 34,7% hi vivien nens de menys de 18 anys, en un 52,6% hi vivien parelles casades, en un 11,6% dones solteres, i en un 32,2% no eren unitats familiars. En el 27,9% dels habitatges hi vivien persones soles el 15,3% de les quals corresponia a persones de 65 anys o més que vivien soles. El nombre mitjà de persones vivint en cada habitatge era de 2,52 i el nombre mitjà de persones que vivien en cada família era de 3,11.
Per edats la població es repartia de la següent manera: un 26,4% tenia menys de 18 anys, un 8,3% entre 18 i 24, un 25,3% entre 25 i 44, un 20,2% de 45 a 60 i un 19,7% 65 anys o més.
L'edat mediana era de 38 anys. Per cada 100 dones de 18 o més anys hi havia 85,1 homes.
La renda mediana per habitatge era de 40.806 $ i la renda mediana per família de 49.730 $. Els homes tenien una renda mediana de 36.719 $ mentre que les dones 21.685 $. La renda per capita de la població era de 17.671 $. Aproximadament el 4,5% de les famílies i el 8% de la població estaven per davall del llindar de pobresa.

## Poblacions properes
El següent diagrama mostra les poblacions més properes.